# طبرد
الطَبَرْد هو معطف قصير كان يرتديه الرجال عادة خلال أواخر العصور الوسطى وأوائل العصر الحديث في أوروبا.